# Heilig-Geist-Spital (Berlin)

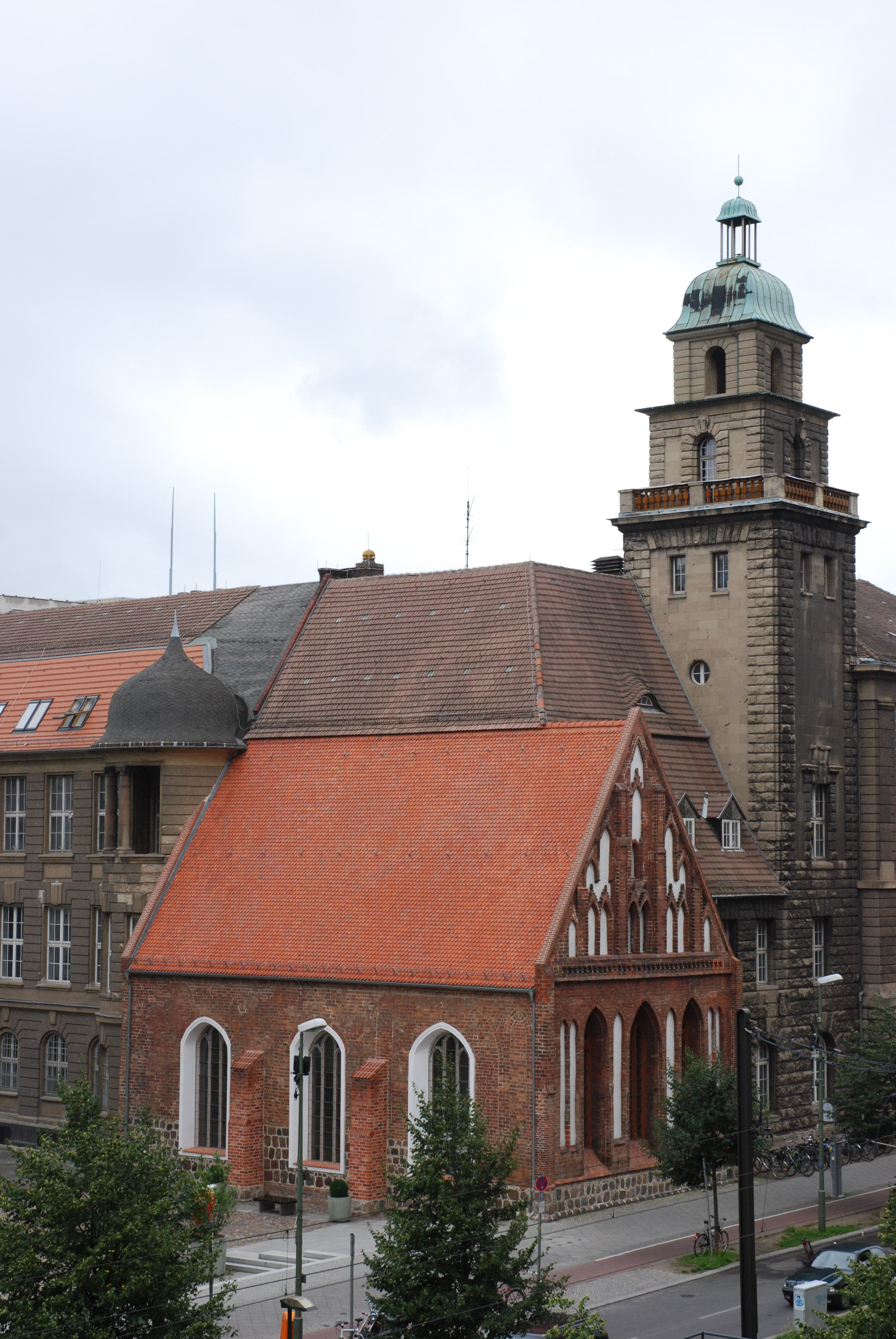
Heilig-Geist-Kapelle in Berlin-Mitte

Das Heilig-Geist-Spital war eines von drei Hospitälern in der mittelalterlichen Doppelstadt Berlin-Kölln im Heilig-Geist-Viertel. Es befand sich auf der westlichen Seite der Spandauer Straße unweit des heute nicht mehr existierenden Spandauer Tores und diente der Alten- und Krankenpflege. Von den Baulichkeiten des Spitals ist allein die dazugehörige Kapelle erhalten geblieben.

## Geschichte des Spitals
Das Spital war eine der ältesten Berliner Stiftungen und wurde erstmals 1272 in einem Gildebrief der Bäcker erwähnt, nach dem „die Armenhöfe Sankt Spiritus und Sankt Georg“ stets mit gutem Brote versorgt werden sollten. 1288 wird die Einrichtung auch im Privilegium des Gewerkes der Schneider erwähnt, wonach „jeder in das Schneiderhandwerk Eintretende je eineinhalb Pfund Kerzenwachs an die beiden Spitäler zu entrichten hatte“.
Das Spital war ein Bauensemble, bestehend aus einem Haus für die Armen und Kranken, einem Wohnhaus für die Spitalmitarbeiter, einer kleinen Kapelle, einem Prediger- und Küsterhaus, einer Klause und einem großen Garten. Es war eins von mehreren Hospitälern (wie auch das Gertraudenhospital und das Georgenhospital), die sich speziell um Arme, Kranke, Hilfsbedürftige kümmerte, auch Pilgern wurden Unterkunft und Verpflegung geboten. Die älteste erhaltene Urkunde bezüglich einer Schenkung an das Spital stammt aus dem Jahr 1313. Sie besagt unter anderem, dass im Spital je 16 alte Männer und 17 Frauen unterhalten wurden. Außerdem unterhielt der Rat der Stadt Berlin um 1400 in den Räumlichkeiten des Spitals seine Ackergeräte, Wagen und ließ die Pferde versorgen. Im Mittelalter war das Heilig-Geist-Spital neben der St. Marienkirche einer der beiden Ausgangspunkte des Pilgerwegs von Berlin nach Wilsnack. Die Pilger machten das Spital über Berlin hinaus bekannt, auch weil hier „ein gutes und starkes Bier gebrauet“ wurde.
Das Spitalsgebäude wurde 1825 abgerissen und durch einen zweigeschossigen Neubau ersetzt.

## Geschichte der Kapelle

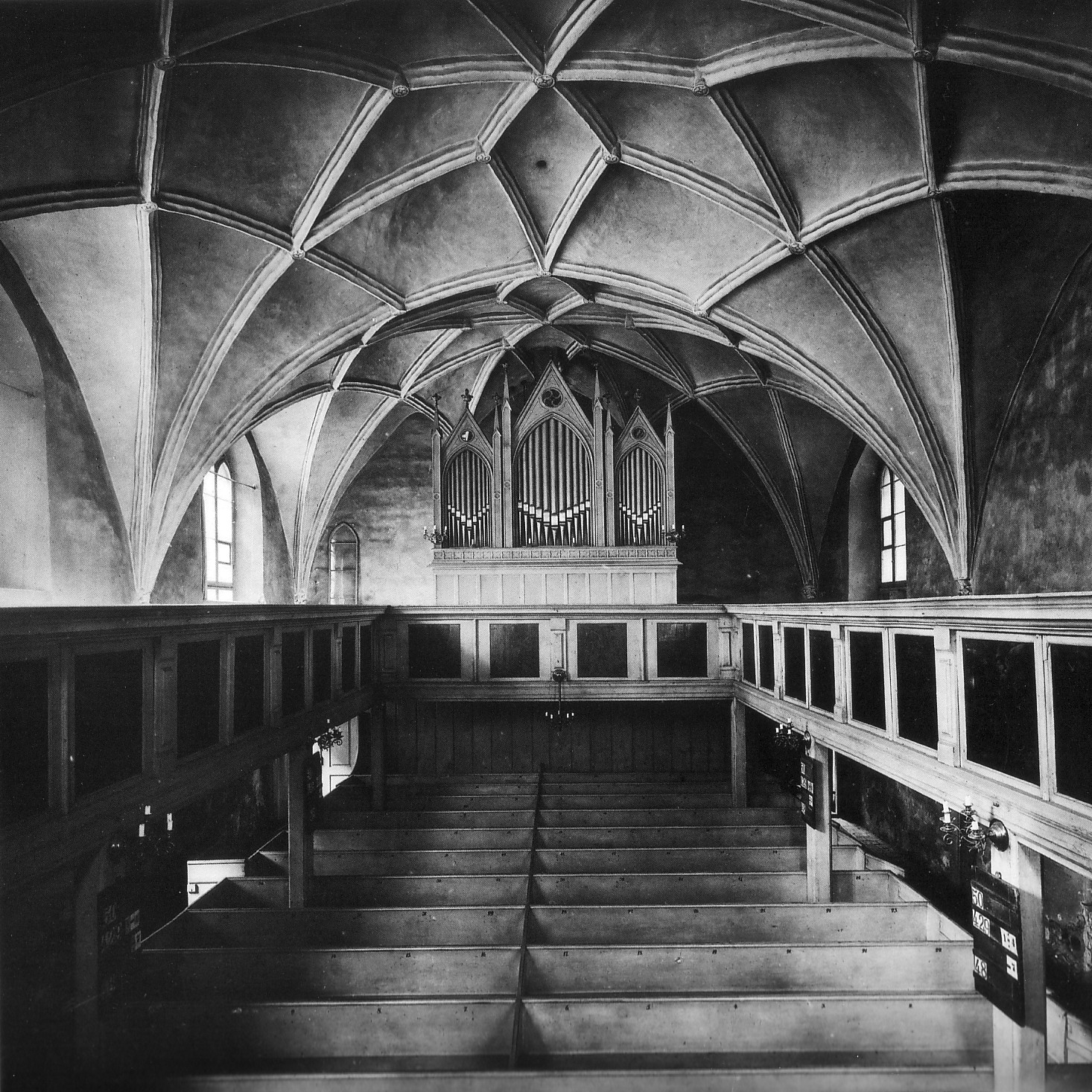
Innenansicht, 1892; Orgel von Carl August Buchholz aus dem Jahr 1834

Die zum Spital gehörige Heilig-Geist-Kapelle wurde etwa um 1300 errichtet und ist eines der ältesten erhaltenen Gebäude Berlins. Die 1313 erstmals in einer Schenkungsurkunde des Ritters Burghard Grevelhout erwähnte Kapelle ist ein eingeschossiger roter Backsteinbau mit einem Feldsteinsockel. Drei hohe Fenster mit Maß- und Stabwerk lassen von den Seiten Licht in den Andachtsraum. 1476 erhielt die Kapelle einen Dachturm mit schlankem Spitzhelm, der 1816 entfernt wurde. Um 1600 ersetzte man die flache Decke durch ein Sterngewölbe und baute ringsum Emporen mit 32 Brüstungsfeldern ein. In diese Felder wurden im Laufe der Zeit Tafelbilder eingesetzt, die heute auf Berliner Dorfkirchen verteilt sind.
Von 1655 bis zum Bau der Garnisonkirche 1703 wurde die Kapelle von der Berliner Garnison genutzt. Später fanden hier bis 1905 katholische Gottesdienste statt. 1834 stellte Carl August Buchholz eine neue Orgel auf, die zehn Register auf einem Manual und Pedal besaß. 1906 wurde die Kapelle als Hörsaal in den Neubau der Handelshochschule der Berliner Kaufmannschaft einbezogen, die später in der Wirtschaftswissenschaftlichen Fakultät der Humboldt-Universität zu Berlin aufging. Die Kirchenausstattung wie der Altar und der Bilderschmuck wurden im Nordischen Museum aufbewahrt, die Orgel verkauft.
Zu DDR-Zeiten befand sich in dem Gebäude eine Mensa.
Die im Zweiten Weltkrieg unbeschädigt gebliebene Kapelle wurde 1978/1979 und später im Jahr 2005 gründlich saniert. Sie erhielt hierbei ihre kirchliche Ausstattung zurück und dient nun als Festsaal der Humboldt-Universität für besondere Anlässe.

## Innenraum

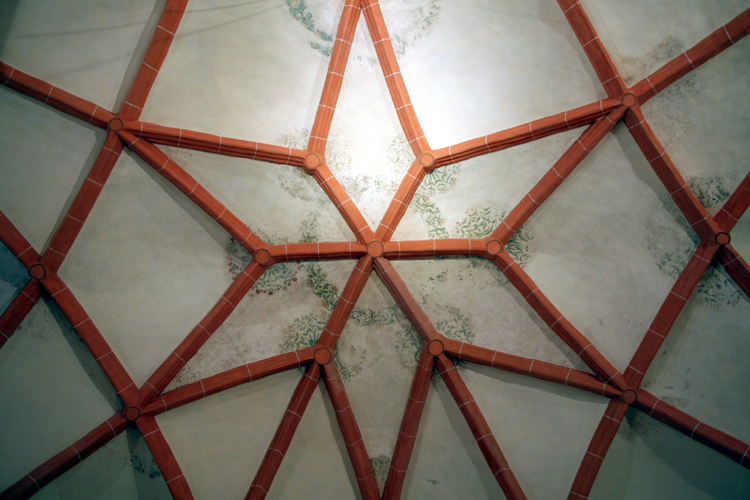
Gewölbe mit Malereien

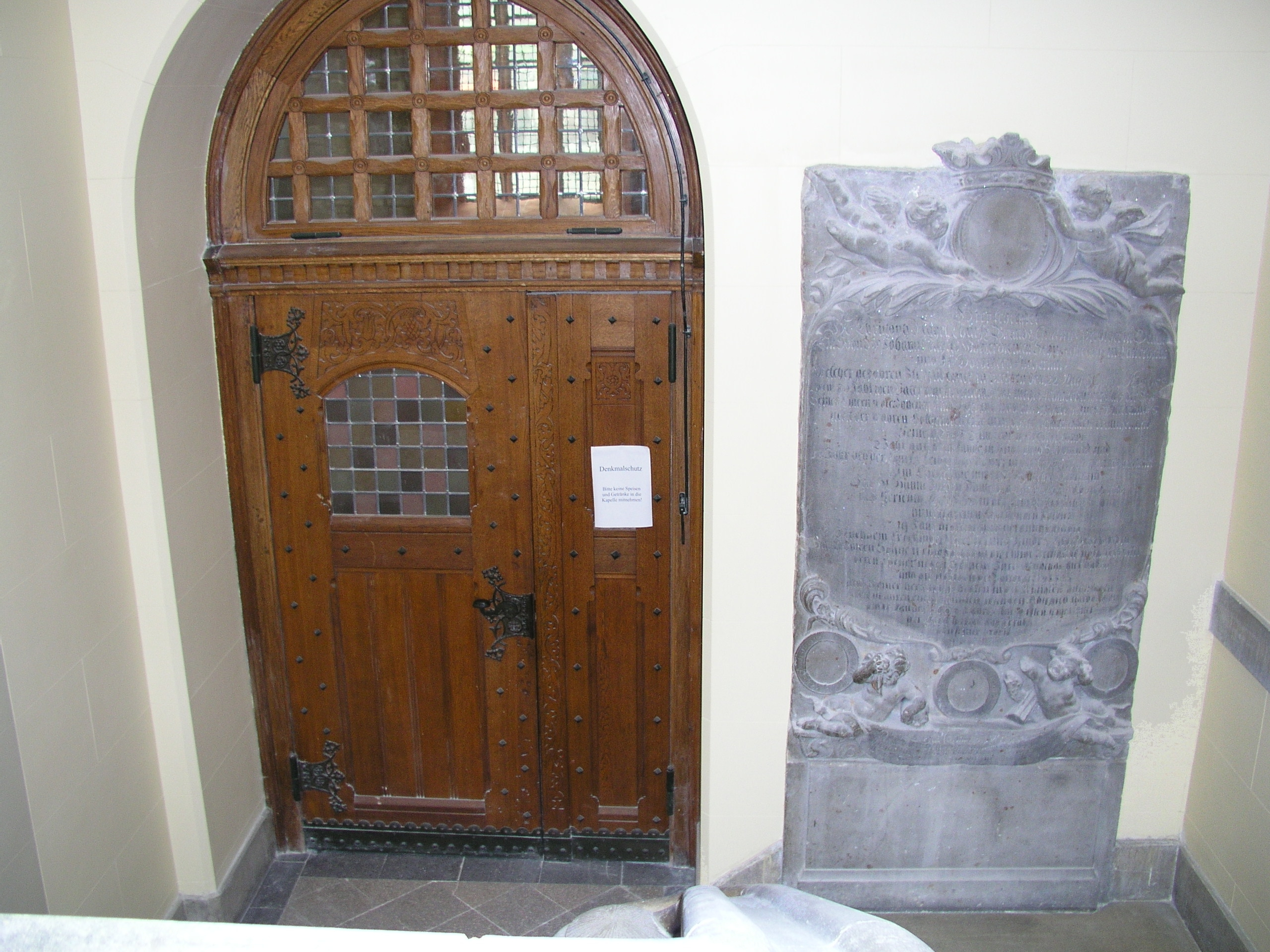
Eingang zur Kapelle mit eingemauerter Grabplatte

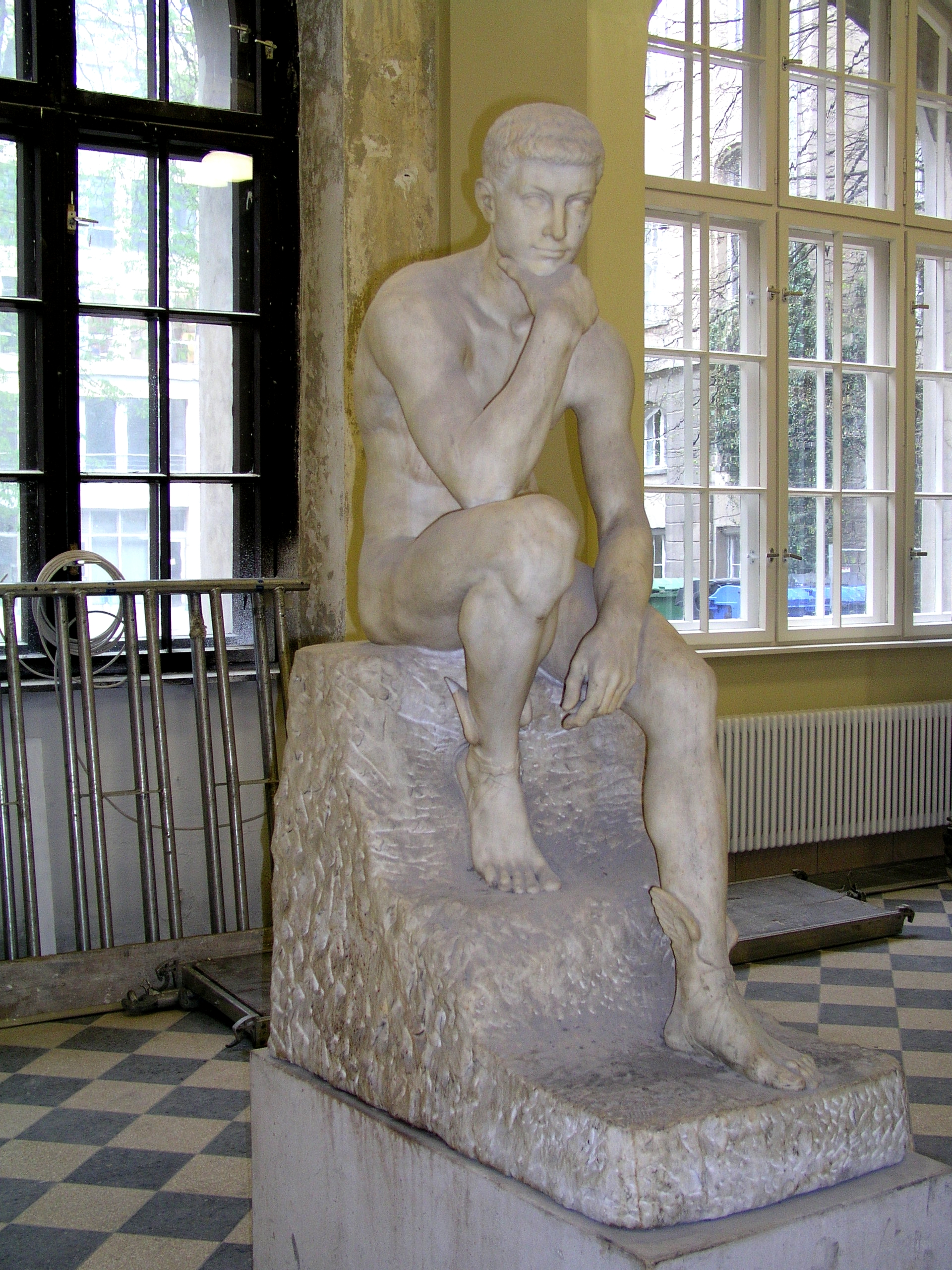
Merkur von Fritz Klimsch, 1907

Der Eingang zur Kapelle erfolgt von dem nebenstehenden Hochschulgebäude, das als Handelshochschule 1905/1906 errichtet wurde. In seinem Foyer steht eine marmorne Merkur-Plastik des Bildhauers Fritz Klimsch, die von dem Berliner Bürger Hermann Frenkel für die „Handelshochschule Berlin“ im Jahr 1907 gestiftet wurde; 2002 wurde die Statue restauriert.
Am inneren Eingang wurde in die Wand eine Grabplatte mit eingebaut, die Inschriften, ein Wappen und die Jahreszahl „1313“ trägt.
Die Reste der historischen Malereien im Inneren der Kapelle wurden während der Sanierung unter Putzschichten freigelegt, wobei ebenfalls schöne Maß- und Stabwerke sowie alte Fensterleibungen wieder sichtbar wurden. Auch der Fußboden mit seinen historischen Ziegelplatten ist nach den Restaurierungsarbeiten wieder sichtbar. Moderne technische Einbauten, wie Heizung, Audio- und Videopräsentationsmöglichkeiten wurden der Wirkung des Baukörpers untergeordnet.
Der Kapellenraum selbst ist einschiffig mit inneren Maßen von 16,80 Meter Länge und 9,40 Meter Breite. Die Decke wird aus einem Kreuzrippengewölbe gebildet, das auf figurierten Wandkonsolen aufliegt, die Tiere und Männer mit Büchern darstellen.

## Fassade
Die Kapelle ist an ihrer Nord- und Westseite in das Universitätsgebäude eingebunden. Sichtbar sind der Ostgiebel zur Spandauer Straße sowie die Südfront zum neu angelegten Heilig-Geist-Platz, die im Laufe der Zeit mehrfach umgestaltet worden sind und nicht mehr ihre Originalform aufweisen.